# Jérôme Boateng
Pour les articles homonymes, voir Boateng.
Jérôme Agyenim Boateng, né le 3 septembre 1988 à Berlin (Allemagne), est un footballeur international allemand évoluant au poste de défenseur central.
Joueur polyvalent, il est capable de jouer à tous les postes de la défense et a remporté avec le Bayern Munich, club avec lequel il évoluait depuis 2011, lors de la même saison, le Championnat d'Allemagne de football, la Coupe d'Allemagne de football et la Ligue des champions de l'UEFA 2012-2013.  
Demi-frère du footballeur international ghanéen Kevin-Prince Boateng, il a remporté la Coupe du monde 2014 et participé à la compétition en 2010 et en 2018, au Championnat d'Europe de football 2012 ainsi qu'au Championnat d'Europe de football 2016 avec l'équipe d'Allemagne.

## Biographie

### Enfance et formation
Fils d'une mère allemande et d'un père ghanéen, Jérôme Boateng est formé au Hertha Berlin qu'il rejoint à l'âge de treize ans après des débuts au Tennis Borussia Berlin. De 2002 à 2007, il évolue au Hertha Berlin où il remporte le titre national en moins de 17 ans, et fait ses débuts professionnels en Bundesliga en 2007.

### Débuts en Bundesliga et échec à Manchester
Malgré ses dix-huit ans, Jérôme Boateng devient rapidement un titulaire en l'équipe première du Hertha Berlin.
Néanmoins, à l'issue de la saison, il est transféré au Hambourg SV après avoir refusé un contrat de cinq ans au Hertha Berlin. Pendant trois saisons, il est l'un des cadres réguliers de son équipe.
En juin 2010, Jérôme Boateng signe à Manchester City pour 12,5 millions d'euros mais il est blessé par une hôtesse de l'air qui lui percute le genou avec le chariot de boissons et manque le début de saison avec l'équipe anglaise. Jérôme fait son retour sur les terrains à la fin septembre 2010, en remplaçant le jeune défenseur belge Boyata à la 88e minute de jeu contre le Chelsea FC. En concurrence avec Micah Richards et Pablo Zabaleta, il ne devient pas titulaire et ne joue que seize matchs lors de son unique saison sous les couleurs des Citizens. 

### Dix ans au Bayern Munich

#### Consécration rapide (2011-2016)

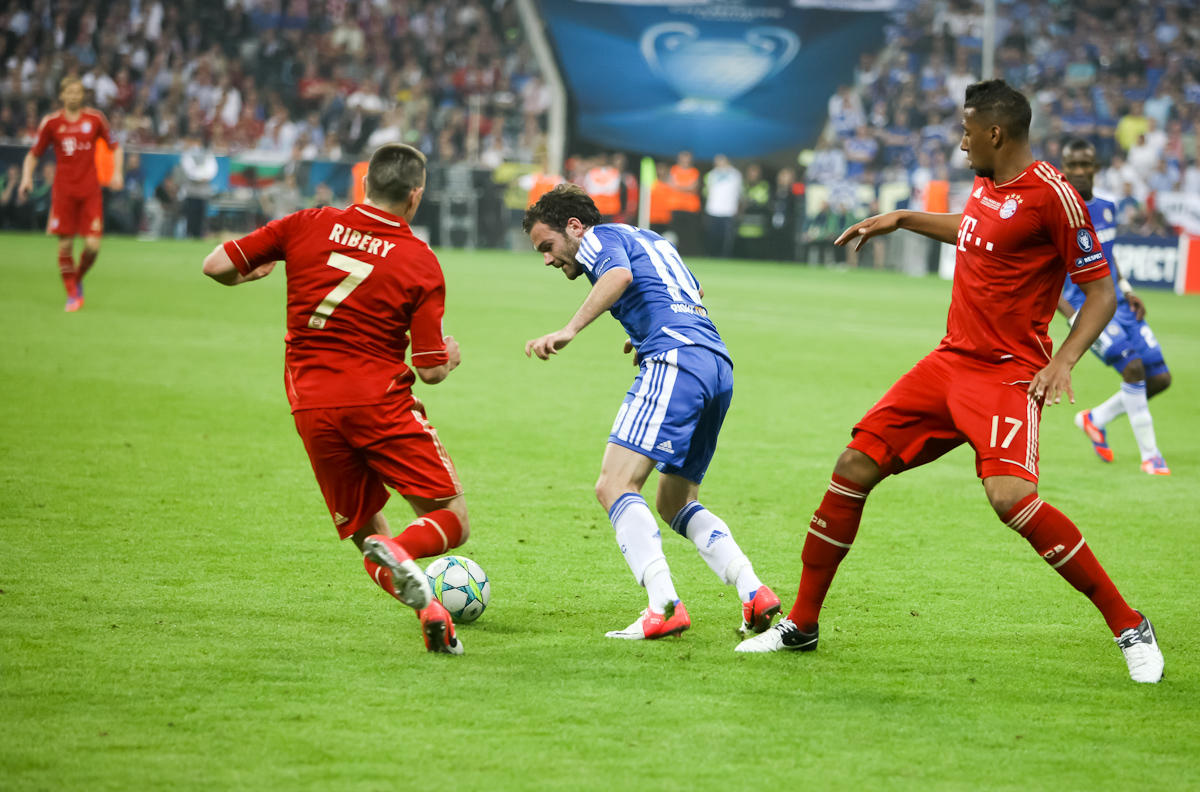
Boateng avec le Bayern Munich pendant la finale de la Ligue des champions de l'UEFA 2011-2012

Le 14 juillet 2011, le transfert de Boateng au Bayern Munich est officialisé, pour un montant d'environ 13,5 millions d'euros. Jérôme Boateng signe un contrat de quatre ans avec le club munichois. Il s'impose comme titulaire au sein de la défense bavaroise aux côtés de Holger Badstuber. L'équipe ne remporte aucune compétition lors de sa première saison sous ses nouvelles couleurs. Elle finit à chaque fois second des compétitions dans lesquelles le club est engagé. En Championnat d'Allemagne et Coupe d'Allemagne, le club s'incline face au Borussia Dortmund. En Ligue des champions, le Bayern Munich perd en finale aux tirs au but contre le Chelsea FC. 
La saison 2012-2013, à la suite de la blessure de Badstuber, Boateng est principalement associé en défense centrale à Dante. Le Bayern remporte le premier triplé de son histoire avec la Bundesliga, la Coupe d'Allemagne et la Ligue des champions.
Durant la saison 2014-2015, Boateng et le Bayern remportent leur seconde Bundesliga de suite. Néanmoins, l'aventure européenne en Ligue des champions s'arrête en demi finale face au FC Barcelone. Lors du match aller, Messi marque son second but de la rencontre en dribblant Boateng dans la surface, qui chute à terre à cause de l'enchaînement de l'Argentin. Les réseaux sociaux parodient le joueur à la suite du match, bien qu'il soit alors considéré comme l'un des meilleurs défenseurs au monde. À la fin du match, il s'explique sur l'action de Messi : « Tout le monde est parti à l'abordage et face à  un joueur comme Messi, qui est le meilleur joueur au monde, vous ne pouvez vous le permettre et laisser un défenseur, tout seul, en un contre un ». Cependant, Boateng prendra sa revanche lors de la Ligue des Champions 2019-2020, avec la victoire écrasante du Bayern Munich contre le FC Barcelone (2-8).

#### Second titre mondial malgré le déclin (2016-2021)
Le 14 décembre 2019, Boateng dispute son trois-centième match sous les couleurs du Bayern contre le Werder Brême. Pour la saison 2019-2020, Boateng retrouve sa place de titulaire au côté de David Alaba. Performant tout au long de la saison, le Bayern remporte la Ligue des champions face au Paris SG.
En 2020-2021, à la suite de la défaite face au PSG (2-3) en quart de finale aller de la Ligue des champions,  le directeur sportif du Bayern, Hasan Salihamidžić, annonce que le contrat de Boateng ne sera pas prolongé et qu'« il quittera le FC Bayern par la grande porte » le 30 juin suivant après dix ans et 24 titres.

### Rebond à l'Olympique lyonnais (2021-2023)
Le 1er septembre 2021, l'Olympique lyonnais annonce le transfert de Jérôme Boateng, il signe un contrat jusqu'en 2023. Il y retrouve notamment son ancien coéquipier au Bayern Xherdan Shaqiri, et un compatriote en la personne de Julian Pollersbeck, le gardien remplaçant allemand de l'OL.
Le 12 septembre 2021, lors du match qui opposé l'Olympique lyonnais contre le RC Strasbourg (3-1) il fait ses débuts en Ligue 1 .
Malgré sa grande expérience, il perd sa place dans le onze lyonnais, Peter Bosz lui préférant Thiago Mendes (qui est pourtant milieu défensif de base) et le jeune Lukeba. Il est d'ailleurs invité par le club lyonnais à quitter le club, lui reprochant ses performances décevantes par rapport à son salaire élevé. Malgré ces rumeurs, Boateng reprend une place de titulaire en fin de saison, en étant notamment associé le 1er mai à Castello Jr. lors de la victoire 3-0 de l'Olympique lyonnais face aux rivaux marseillais. Le 9 juin 2023, l'Olympique lyonnais annonce son départ à la fin du mois.

### Court passage à Salernitana (2024)
Boateng rejoint l'US Salernitana en février 2024, alors dernier de Serie A. Malgré son expérience, Boateng réalise des prestations très contrastées et ne peut aider le club à se maintenir dans l'élite italienne. En effet, lors de la 34e journée de championnat, le club est battu par Frosinone (3-0) et est officiellement relégué en Serie B à quatre journées de la fin du championnat,.

### LASK (depuis 2024)
Le 31 mai 2024, il s'engage avec le club autrichien LASK pour deux saisons. Pour sa première saison, Boateng prend part à seulement 11 rencontres, notamment à cause de blessures régulières tout au long de la saison.

### En équipe nationale

#### Sélections jeunes

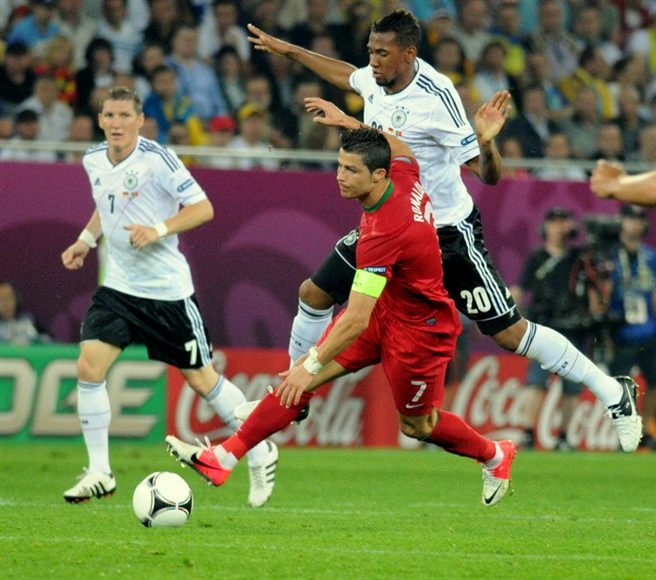
Boateng avec l'équipe d'Allemagne, face à Cristiano Ronaldo du Portugal lors de l'Euro 2012.

Avec l'équipe d'Allemagne des moins de 19 ans, il participe au championnat d'Europe des moins de 19 ans en 2007. Lors de cette compétition organisée en Autriche, il joue quatre matchs. L'Allemagne s'incline en demi-finale face à l'équipe de Grèce.
Par la suite, avec les espoirs allemands, il participe au championnat d'Europe espoirs en 2009. Lors de cette compétition organisée en Suède, il officie comme titulaire et joue cinq matchs. Il se met en évidence lors du dernier match de poule, en délivrant une passe décisive face à l'Angleterre. L'Allemagne remporte le tournoi en battant les Anglais en finale. Après la compétition, Jérôme Boateng s'illustre encore en inscrivant un but lors d'une large victoire face à la modeste équipe de Saint-Marin.
Appelé chez les espoirs allemands depuis 2007, Jérôme Boateng est appelé en équipe du Ghana pour la Coupe d'Afrique 2008 qui se joue au Ghana, mais le jeune joueur refuse l'offre des Black Stars. En revanche, son demi-frère Kevin-Prince Boateng choisit en 2010 de représenter le Ghana.

#### Cadre des champions du monde
Le 10 octobre 2009, il honore sa première sélection avec l'équipe d'Allemagne "A", en entamant un match de qualification pour la Coupe du monde 2010, contre la Russie. Malgré la victoire, il est expulsé pour deux cartons jaunes. 
Il est ensuite retenu par le sélectionneur Joachim Löw pour la phase finale de la Coupe du monde 2010 organisée en Afrique du Sud. Le mercredi 23 juin 2010, il participe à la rencontre Allemagne - Ghana (1-0) et pour la première fois dans l'histoire du football, deux frères (Jérôme Boateng et Kevin-Prince Boateng) participent à un match de Coupe du monde dans deux sélections différentes. Lors de la compétition, il évolue tantôt sur le flanc gauche, tantôt sur le flanc droit de la défense allemande. Il se met en évidence en délivrant une passe décisive en faveur de son coéquipier Marcell Jansen, lors de la "petite finale" disputée face à l'Uruguay. L'Allemagne se classe troisième du mondial.
Deux ans plus tard, il est retenu pour l'Euro 2012. Aligné sur le flanc gauche de la défense, il récolte deux cartons jaunes lors des deux premiers matchs du tournoi et se voit suspendu pour le troisième match. De retour en quart de finale, il s'illustre en délivrant une passe décisive en faveur de son coéquipier Sami Khedira, lors de la victoire 4 - 2 contre la Grèce. Néanmoins, l'Allemagne s'incline lors du tour suivant, en demi finale contre l'Italie, 2 buts à 1.
En 2014, il participe à sa deuxième Coupe du monde. Sélectionné pour le poste de latéral droit au début de la compétition, il devient défenseur central après les huitièmes de finale contre l'Algérie. Titulaire pendant toute la durée du tournoi, il remporte le trophée avec l'équipe d'Allemagne après la victoire en finale sur l'Argentine (1 - 0).
Le dimanche 12 juin 2016, lors de la rencontre opposant l'Allemagne à l'Ukraine (2 - 0) en vue de l'Euro 2016, Boateng effectue un sauvetage spectaculaire sur la ligne de but allemande à la 37e minute de jeu, alors que Manuel Neuer était battu. Le 26 juin, lors des 8e de finale de ce même Euro, il marque son premier but en sélection face à la Slovaquie, grâce à une frappe en dehors de la surface et permet à son équipe de mener 1-0 dès la 8e minute de jeu. Lors des quarts de finale, il concède un penalty qui permet à l'Italie d'égaliser. Il sort sur blessure lors de la demi-finale perdue contre la France. Lors de cet Euro 2016, il se voit récompensé de ses performances, en figurant dans l'équipe-type de la compétition.

#### Écarté par Joachim Löw
Le 27 mars 2018, il officie pour la première fois comme capitaine de la sélection, lors d'une rencontre amicale face au Brésil (défaite 0-1).
De nouveau sélectionné ensuite pour la Coupe du monde 2018, il est expulsé lors du deuxième match face à la Suède, et assiste depuis les tribunes à l'élimination des siens, lors du troisième match de poule face à la Corée du Sud.
Le 5 mars 2019, Joachim Löw annonce qu'il ne compte plus sélectionner Thomas Müller, Mats Hummels et Boateng.

## Style de jeu
Jérôme Boateng joue beaucoup de son physique. Il compense sa faible vitesse de course par sa puissance. Il aime beaucoup projeter le jeu vers l'avant, n'hésitant pas à faire des centres très appuyés vers ses attaquants. Ce style de jeu se remarque admirablement lors du match Bayern Munich - Werder Brême (4-2) du 21 janvier 2018.

## Vie privée

### Famille
Jérôme Boateng a 4 enfants, des jumeaux Soley et Lamia nés en 2011, un fils Jermar né en 2016 et un fils adoptif LJ né en 2010. Boateng est fiancé à sa petite amie de longue date Rebecca Silvera.
Son demi-frère, Kevin-Prince Boateng est également footballeur professionnel de 2005 à 2023.

### Activités associatives
Jérôme Boateng qui a grandi dans la ville de Berlin y est un fondateur et un soutien actif de l'association MitternachtsSport, qui travaille à l'inclusion sociale des plus jeunes par le sport dans le quartier de Spandau.

## Affaire judiciaire
Déjà accusé de violences conjugales en 2019, il est de nouveau accusé de violences conjugales envers son ancienne compagne en 2021 pour des faits datant de 2018,. Le 9 septembre 2021, il est condamné à Munich à une amende de 1,8 million d’euros pour violences conjugales.

## Statistiques

### Statistiques détaillées
| Saison                | Club                  | Championnat           | Championnat | Championnat | Championnat | Coupe(s) nationale(s) | Coupe(s) nationale(s) | Coupe(s) nationale(s) | Supercoupe | Supercoupe | Supercoupe | Compétition(s) continentale(s) | Compétition(s) continentale(s) | Compétition(s) continentale(s) | Compétition(s) continentale(s) | Supercoupe de l'UEFA | Supercoupe de l'UEFA | Supercoupe de l'UEFA | Coupe du monde des clubs FIFA | Coupe du monde des clubs FIFA | Coupe du monde des clubs FIFA | Allemagne | Allemagne | Allemagne | Total | Total | Total |
| Saison                | Club                  | Division              | M.          | B.          | P.d.        | M.                    | B.                    | P.d.                  | M.         | B.         | P.d.       | Comp.                          | M.                             | B.                             | P.d.                           | M.                   | B.                   | P.d.                 | M.                            | B.                            | P.d.                          | M.        | B.        | P.d.      | M.    | B.    | P.d.  |
| 2006-2007             | Hertha Berlin         | Bundesliga            | 10          | 0           | 0           | 1                     | 0                     | 0                     | -          | -          | -          | -                              | -                              | -                              | -                              | -                    | -                    | -                    | -                             | -                             | -                             | -         | -         | -         | 11    | 0     | 0     |
| 2007-2008             | Hambourg SV           | Bundesliga            | 27          | 0           | 2           | 3                     | 0                     | 0                     | -          | -          | -          | C3                             | 7                              | 0                              | 0                              | -                    | -                    | -                    | -                             | -                             | -                             | -         | -         | -         | 37    | 0     | 2     |
| 2008-2009             | Hambourg SV           | Bundesliga            | 21          | 0           | 2           | 5                     | 0                     | 0                     | -          | -          | -          | C3                             | 9                              | 0                              | 1                              | -                    | -                    | -                    | -                             | -                             | -                             | -         | -         | -         | 35    | 0     | 3     |
| 2009-2010             | Hambourg SV           | Bundesliga            | 27          | 0           | 1           | 1                     | 0                     | 0                     | -          | -          | -          | C3                             | 13                             | 2                              | 0                              | -                    | -                    | -                    | -                             | -                             | -                             | 10        | 0         | 1         | 51    | 2     | 2     |
| Sous-total            | Sous-total            | Sous-total            | 75          | 0           | 5           | 9                     | 0                     | 0                     | -          | -          | -          | -                              | 29                             | 2                              | 1                              | -                    | -                    | -                    | -                             | -                             | -                             | 10        | 0         | 1         | 123   | 2     | 7     |
| 2010-2011             | Manchester City       | PL                    | 16          | 0           | 0           | 3                     | 0                     | 0                     | -          | -          | -          | C3                             | 5                              | 0                              | 0                              | -                    | -                    | -                    | -                             | -                             | -                             | 3         | 0         | 0         | 27    | 0     | 0     |
| 2011-2012             | Bayern Munich         | Bundesliga            | 27          | 0           | 1           | 6                     | 0                     | 0                     | -          | -          | -          | C1                             | 15                             | 0                              | 1                              | -                    | -                    | -                    | -                             | -                             | -                             | 12        | 0         | 1         | 60    | 0     | 3     |
| 2012-2013             | Bayern Munich         | Bundesliga            | 26          | 2           | 2           | 4                     | 0                     | 0                     | 1          | 0          | 0          | C1                             | 9                              | 0                              | 0                              | -                    | -                    | -                    | -                             | -                             | -                             | 4         | 0         | 1         | 44    | 2     | 3     |
| 2013-2014             | Bayern Munich         | Bundesliga            | 25          | 1           | 1           | 5                     | 0                     | 2                     | 1          | 0          | 0          | C1                             | 9                              | 0                              | 0                              | 1                    | 0                    | 0                    | 2                             | 0                             | 1                             | 17        | 0         | 2         | 60    | 1     | 6     |
| 2014-2015             | Bayern Munich         | Bundesliga            | 27          | 0           | 0           | 5                     | 0                     | 0                     | 1          | 0          | 0          | C1                             | 11                             | 3                              | 3                              | -                    | -                    | -                    | -                             | -                             | -                             | 6         | 0         | 0         | 50    | 3     | 3     |
| 2015-2016             | Bayern Munich         | Bundesliga            | 19          | 0           | 3           | 4                     | 0                     | 0                     | 1          | 0          | 0          | C1                             | 7                              | 0                              | 0                              | -                    | -                    | -                    | -                             | -                             | -                             | 13        | 1         | 0         | 44    | 1     | 3     |
| 2016-2017             | Bayern Munich         | Bundesliga            | 13          | 0           | 1           | 2                     | 0                     | 0                     | -          | -          | -          | C1                             | 6                              | 0                              | 0                              | -                    | -                    | -                    | -                             | -                             | -                             | 2         | 0         | 0         | 23    | 0     | 1     |
| 2017-2018             | Bayern Munich         | Bundesliga            | 19          | 1           | 2           | 3                     | 1                     | 1                     | -          | -          | -          | C1                             | 9                              | 0                              | 1                              | -                    | -                    | -                    | -                             | -                             | -                             | 6         | 0         | 0         | 37    | 2     | 4     |
| 2018-2019             | Bayern Munich         | Bundesliga            | 20          | 0           | 2           | 3                     | 0                     | 0                     | -          | -          | -          | C1                             | 5                              | 0                              | 0                              | -                    | -                    | -                    | -                             | -                             | -                             | 3         | 0         | 0         | 31    | 0     | 2     |
| 2019-2020             | Bayern Munich         | Bundesliga            | 24          | 0           | 2           | 3                     | 0                     | 0                     | 1          | 0          | 0          | C1                             | 9                              | 0                              | 0                              | -                    | -                    | -                    | -                             | -                             | -                             | -         | -         | -         | 37    | 0     | 2     |
| 2020-2021             | Bayern Munich         | Bundesliga            | 29          | 1           | 1           | 1                     | 0                     | 0                     | -          | -          | -          | C1                             | 7                              | 1                              | 0                              | 1                    | 0                    | -                    | 1                             | 0                             | 0                             | -         | -         | -         | 39    | 2     | 1     |
| Sous-total            | Sous-total            | Sous-total            | 229         | 5           | 15          | 37                    | 1                     | 3                     | 5          | 0          | 0          | -                              | 87                             | 4                              | 5                              | 2                    | 0                    | 0                    | 3                             | 0                             | 1                             | 63        | 1         | 4         | 426   | 11    | 28    |
| 2021-2022             | Olympique lyonnais    | Ligue 1               | 24          | 0           | 1           | -                     | -                     | -                     | -          | -          | -          | C3                             | 3                              | 0                              | 1                              | -                    | -                    | -                    | -                             | -                             | -                             | -         | -         | -         | 27    | 0     | 2     |
| 2022-2023             | Olympique lyonnais    | Ligue 1               | 8           | 0           | 0           | -                     | -                     | -                     | -          | -          | -          | -                              | -                              | -                              | -                              | -                    | -                    | -                    | -                             | -                             | -                             | -         | -         | -         | 8     | 0     | 0     |
| Sous-total            | Sous-total            | Sous-total            | 32          | 0           | 1           | -                     | -                     | -                     | -          | -          | -          | -                              | 3                              | 0                              | 1                              | -                    | -                    | -                    | -                             | -                             | 1                             | -         | -         | -         | 35    | 0     | 3     |
| 2023-2024             | US Salernitana        | Serie A               | 7           | 0           | 0           | -                     | -                     | -                     | -          | -          | -          | -                              | -                              | -                              | -                              | -                    | -                    | -                    | -                             | -                             | -                             | -         | -         | -         | 7     | 0     | 0     |
| 2024-2025             | LASK                  | Bundesliga            | 10          | 0           | 0           | -                     | -                     | -                     | -          | -          | -          | C3+C4                          | 2+2                            | 0                              | 0                              | -                    | -                    | -                    | -                             | -                             | -                             | -         | -         | -         | 14    | 0     | 0     |
| 2025-2026             | LASK                  | Bundesliga            | -           | -           | -           | -                     | -                     | -                     | -          | -          | -          | -                              | -                              | -                              | -                              | -                    | -                    | -                    | -                             | -                             | -                             | -         | -         | -         | 0     | 0     | 0     |
| Sous-total            | Sous-total            | Sous-total            | 10          | 0           | 0           | -                     | -                     | -                     | -          | -          | -          | -                              | 4                              | 0                              | 0                              | -                    | -                    | -                    | -                             | -                             | 1                             | -         | -         | -         | 14    | 0     | 1     |
| Total sur la carrière | Total sur la carrière | Total sur la carrière | 379         | 5           | 21          | 50                    | 1                     | 3                     | 5          | 0          | 0          | -                              | 128                            | 6                              | 7                              | 2                    | 0                    | 0                    | 3                             | 0                             | 1                             | 76        | 1         | 5         | 643   | 13    | 37    |

### But international
| Buts internationaux de Jérôme Boateng | Buts internationaux de Jérôme Boateng | Buts internationaux de Jérôme Boateng | Buts internationaux de Jérôme Boateng | Buts internationaux de Jérôme Boateng | Buts internationaux de Jérôme Boateng | Buts internationaux de Jérôme Boateng | Buts internationaux de Jérôme Boateng | Buts internationaux de Jérôme Boateng |
| 0                                     | Date                                  | Lieu                                  | Adversaire                            | Score                                 | Résultats                             | Nature du but                         | Minute                                | Compétitions                          |
| ------------------------------------- | ------------------------------------- | ------------------------------------- | ------------------------------------- | ------------------------------------- | ------------------------------------- | ------------------------------------- | ------------------------------------- | ------------------------------------- |
| 1                                     | 26 juin 2016                          | Stade Pierre-Mauroy, Lille, France    | Slovaquie                             | 1-0                                   | 3-0                                   | du pied droit                         | 8e                                    | Euro 2016                             |

## Palmarès

### En club
C'est sous les couleurs du Bayern Munich que Jérôme Boateng remporte l'intégralité de son palmarès en club. Tout d'abord en étant sacré champion d'Allemagne à neuf reprises en dix saisons au club. Durant cette période, il remporte également cinq coupes d'Allemagne sur six finales disputée et deux supercoupes d'Allemagne, s'inclinant à quatre reprises dans cette compétition.
Au niveau international, il remporte la Ligue des champions à deux reprises en 2013 et 2020 respectivement contre le Borussia Dortmund et le Paris Saint-Germain après s'être inclinée en finale en 2012 contre Chelsea. A chaque fois, il remporte également la Coupe du monde des clubs et la Supercoupe d'Europe.
| Bayern Munich (22) |
| --- |
| - Bundesliga - Champion : 2013, 2014, 2015, 2016, 2017, 2018, 2019, 2020 et 2021 - Vice-champion : 2012 - Coupe d'Allemagne - Vainqueur : 2013, 2014, 2016, 2019 et 2020 - Finaliste : 2012 - Supercoupe d'Allemagne - Vainqueur : 2012 et 2020 - Finaliste : 2013, 2014, 2015 et 2019 - Ligue des champions - Vainqueur : 2013 et 2020 - Finaliste : 2012 - Supercoupe de l'UEFA - Vainqueur : 2013 et 2020. - Coupe du monde des clubs - Vainqueur : 2013 et 2020 |

### En sélection nationale
Après avoir remportée l'Euro espoirs en 2009, et avoir terminé troisième de la Coupe du monde 2010 avec l'équipe première allemande, il remporte la Coupe du monde en 2014.
| Allemagne espoirs (1)                 | Allemagne (1)                                                                                     |
| ------------------------------------- | ------------------------------------------------------------------------------------------------- |
| - Euro espoirs (1) - Vainqueur : 2009 | - Coupe du monde (1) - Vainqueur : 2014 - Troisième : 2010 - Euro - Demi-finaliste : 2012 et 2016 |

### Distinctions individuelles
- Élu Footballeur allemand de l'année en 2016
- Nommé dans l'équipe type de l'Euro 2016
- Nommé dans l'équipe type de l'année UEFA en 2016